# Franz Schubert
Franz Peter Schubert, avstrijski skladatelj, * 31. januar 1797, Dunaj, Avstrija, † 19. november 1828, Dunaj.
Schubert je danes cenjen kot eden izmed najbolj nadarjenih romantičnih skladateljev (19. stoletja). V enaintridesetih letih svojega življenja je skomponiral ogromno število skladb, med njimi prek šeststo samospevov, sedem dokončanih simfonij in slavno »Nedokončano simfonijo«, sakralno glasbo, opere in veliko število komornih in klavirskih skladb.

## Življenje in delo
Rodil se je okrožju Alsergrund na Dunaju, kot dvanajsti otrok v revni učiteljski družini, v kateri je bila glasba sveta stvar. Prvi učitelj glasbe mu je bil oče in neki predmestni organist. Družina je sestavila tudi lasten godalni kvartet. Franz je igral violo, oče violončelo, brata Ferdinand in Ignaz pa violini. Posebno Ferdinand, ki je leta 1816 postal višji vzgojitelj v sirotišnici v dunajskem predmestju Alsergrund, je bil dober violinist.
Podobno kot Haydnu sta Franzu zgodaj odkriti talent za glasbo in prijeten glas kot dečku z enajstimi leti omogočila vstop v cesarsko dvorno kapelo in s tem povezano elitno glasbeno in splošno izobrazbo. V glasbi ga je v teh letih poučeval Antonio Salieri. Od leta 1811 je nato študiral teorijo in kompozicijo in napisal prvi samospev Agarina tožba (1811). Sledila so dela komorne glasbe, klavirska  dela za štiriročno igro in cerkvena . Leta 1813 je moral Schubert, zaradi mutiranja, zapustil pevski zbor in vstopil v kolegij za izobraževanje učiteljev.
Schubert se je temeljito seznanil z deli Bacha, Haydna in Mozarta, prav tako pa je spoznal dela Ludwiga van Beethovna, ki je v letih Schubertovega otroštva na Dunaju odprl glasbi nova obzorja. Zgodnja Schubertova dela jasno kažejo vplive teh mojstrov, v letih 1815 in 1816 pa je mladi skladatelj te vplive prerasel. 
Leto 1816 velja za Schubertovo krizno leto. V tem letu je napisal Simfonijo št. 4 imenovano "Tragična". Eno od njegovih življenjskih razočaranj je povezano tudi z Ljubljano: njegova prošnja za mesto učitelja na tukajšnji glasbeni šoli je bila v tem letu gladko zavrnjena. Slavni pesnik Johann Wolfgang von Goethe je ignoriral Schubertove čudovite uglasbitve njegovih pesmi. 
Skladatelj se je prebijal kot pomožni učitelj na šoli svojega strogega očeta nadučitelja. Leta 1816 je zapustil očetovo hišo in se naselil pri prijatelju Franzu von Schoberju. V tej eksistencialni in duševni stiski je Schubert pokazal čudežno ustvarjalno moč. V slabem letu dni je ustvaril preko sto samospevov, oktobra 1816 pa je nastala njegova Simfonija št. 5 v b-duru in šest Sonat za klavir. Leto 1817 je bilo v življenju Schuberta odločilno. Preživljal se je s pomočjo prijateljev, ki so mu pomagali, da je na njihovih domovih organiziral večere svoje glasbe, t. i. "schubertiade", njegove skladbe za vokalni kvartet pa so večkrat tudi javno izvajali in nekatere so kmalu zaslovele. Zaradi finančnih težav je moral ponovno začeti delati kot pomožni učitelj na očetovi šoli. Julija 1818 je kot glasbeni učitelj hčera grofa Jochanna Karla Esterházyija odšel v Zseliz na Ogrsko. Tu je vzljubil naravo in se posvetil komponiranju. Vzljubil je tudi grofovo hči Karolino in napisal najslavnejše samospeve: Samota (Einsamkeit), Cvetlično pismo (Der Blumenbrief), Večerno ljubezen (Abendlied) in druge. Preživljal je nemirno obdobje.
14. junija 1820 so v dunajskem gledališču Kärntnertheater predvajali Dvojčka (Zwillingbrüder), nekoliko kasneje pa v gledališču An der Wien še Čarobno harfo (Die Zauberharfe). Čeprav uspeh ni bil dosežen, je toliko zaslužil, da je šel živet na svoje. Leta 1821 je napisal 12 samospevov, dve zborovski skladbi in nekaj plesov. Preselil se je v središče Dunaja in pisal samospeve na Goethejeva besedila. Poleg opere Alfonz in Estrella je tedaj napisal tudi slavno Osmo simfonijo imenovano Nedokončana. Nosi datum 30. oktober 1822. Zakaj je ni dokončal, ni znano.
V tistem času je zbolel za hudo spolno boleznijo in njegovo ustvarjanje se upočasnilo. Leta 1821 in 1822 so založniki končno začeli intenzivneje objavljati njegova dela in Schubert je lahko spodobno živel. Ker se je rad zabaval v družbi prijateljev, je zapravljal sproti vse kar je zaslužil. Leta 1823 je bil že hudo bolan. V tem času je napisal ganljive samospeve, dramske skladbe in veličastno Sonato za klavir v a-molu. Na okrevanje je odpotoval v Steyr k prijatelju Voglu. Poleti 1824 je spet poučeval pri Esterházyjevih. Tukaj je živel srečno in potoval po Štajerski in v Gradec ali Salzburg. Bil je tudi na Haydnovem grobu v Železnem. Konec oktobra 1828 Schubert ni več mogel ustvarjati, saj je bil preveč bolan. 19. novembra je umrl.
Schubert je uglasil tudi pesem slovenskega duhovnika, pisatelja in pesnika Urbana Jarnika, z naslovom Zvezdje, sicer v nemškem prevodu Johanna Georga Fellingera. Samospev nosi danes oznako D 307.

## Schubert po smrti
Šele po Schubertovi smrti so začeli bolj objavljati skladbe, ki jih je napisal. Leta 1839 je Schumann našel veliko rokopisov pri Schubertovem bratu, leta 1865 so našli Nedokončano simfonijo.
Leta 1897 ob 100-letnici Schubertovega rojstva je bila organizirana množica festivalov in prireditev posvečenih njegovi glasbi. Ob 100-letnici smrti leta 1928 je potekal v Evropi in Združenih državah Amerike Schubertov teden. Ob 150. obletnica njegove smrti je Avstrija leta 1978 izdala izdala srebrnik za 50 Schillingov. Leta 1951 je muzikolog Otto Erich Deutsch objavil "tematski katalog" Schubertovih del, kjer so navedene njegove skladbe numerično in z datumom nastanka.

## Glasbene datoteke
- Imate z zagonom datotek težave? Poskusite si pomagati s pomočjo za predstavnostno gradivo.